# Ammoniumjodid
Ammoniumjodid är ett inom medicinen använt, snabbt verkande jodpreparat. Ämnet framställs genom en reaktion mellan ferrojodid och ammoniak lösta i vatten som bildar ett vitt kristallinskt pulver som är lättlösligt i vatten.
Om ammoniumjodid utsätts för hög temperatur kan bildas mycket giftiga gaser, ångor eller rök av nitrösa gaser (NOx), jodider, ammoniak (NH3) eller aminer.